# Esclarmonde de Foix (reine de Majorque)
Pour les articles homonymes, voir Esclarmonde de Foix.
Esclarmonde de Foix (vers 1255 ou 1261–1315) est reine de Majorque par son mariage avec le futur roi Jacques II de Majorque.

## Biographie
Esclarmonde de Foix est la dernière des cinq enfants (un garçon et quatre filles) du comte Roger IV de Foix et de son épouse Brunissende de Cardona, aragonaise. De par son père, elle est la petite-nièce de la grande Esclarmonde, dont elle porte le prénom. Le testament de son père stipule que sa fille doit être élevée dans son château de Foix jusqu’à ses 15 ans. 
Au mois d'octobre 1275, Esclarmonde épouse à Perpignan l'infant Jacques d'Aragon, fils cadet du roi d'Aragon Jacques le Conquérant, à qui son père destine pour héritage le royaume de Majorque, les comtés de Roussillon et de Cerdagne, ainsi que la seigneurie de Montpellier.  
Moins d'un an plus tard, à la mort du roi d'Aragon en juillet 1276, son fils aîné Pierre III d'Aragon lui succède sur le trône aragonais, alors que le puîné Jacques devient roi de Majorque, faisant d'Esclarmonde une reine.

## Fratrie
Esclarmonde avait un frère et trois sœurs, tous aînés.
- Roger-Bernard III (1243-† 1303), comte de Foix ;
- Sibylle, mariée à Aymeri IV († 1298), vicomte de Narbonne (1270-1298) ;
- Philippa, mariée en 1262 à Arnaud de Comminges, vicomte de Couserans ;
- Agnès, mariée en 1256 à Eschivat IV de Chabanais († 1283), comte de Bigorre.

## Descendance
Esclarmonde de Foix et Jacques II de Majorque ont eu six enfants :
- Jacques, héritier du trône de Majorque et fiancé en 1298 à Catherine de Courtenay, héritière théorique de l'empire latin de Constantinople, il renonce au trône en 1299 en faveur de son frère Sanche pour devenir moine franciscain ;
- Sanche (mort en 1324), roi de Majorque (1311-1324), marié en 1304 à Marie d'Anjou, fille de Charles II d'Anjou, roi de Naples ;
- Ferdinand (mort en 1316), baron d'Aumelas, marié en 1314 à Isabelle de Sabran, fille de Marguerite de Villehardouin, prétendante à la principauté d'Achaïe, puis (1316) à Isabelle, fille de Philippe d'Ibelin, sénéchal du royaume de Chypre; il est le père du futur roi Jacques III de Majorque ;
- Isabelle (es) (morte en 1301), mariée en 1299 à l'infant Juan Manuel de Castille, seigneur de Villena ;
- Sancia (ou Sancha) (morte en 1345), reine de Naples par son mariage (1304) avec Robert Ier, roi de Naples et comte de Provence ;
- Philippe (mort en 1342/1343), frère franciscain, régent du royaume de Majorque (1324-1329) pour son neveu Jacques III.